# آذرین‌تیغه

بخش‌های یک توده نفوذی ماگما:
۱. کوژسنگ (لاکولیت)
۲. آذرین‌تیغه کوچک
۳. ژرف‌سنگ (باتولیت)
۴. آذرین‌تیغه (دایک)
۵. آذرین‌لایه (سیل)
۶. تنوره آتشفشانی (پایپ)
۷. کاوسنگ (لوپولیت)

آذرین‌تیغه یا دایک (به انگلیسی: Dyke) به دیواره‌ای از ماگمای سرد شده گفته می‌شود که به‌صورت قالب در داخل شکاف‌های عمودی یا نسبتاً عمودی قرار می‌گیرد.
هنگامی که ماگمای در حال صعود به داخل شکستگی‌ها نفوذ کند و لایه‌های سنگی را قطع نماید، دایک به‌وجود می‌آید. اغلب دایک‌ها عمودی و مستقیم یا به‌صورت مارپیچی یا شکسته و نامنظم می‌باشند. گاهی دایک‌ها نسبت به سنگ‌های اطراف خود در برابر فرسایش از مقاومت بیشتری برخوردارند و چهره واقعی آن‌ها به‌صورت دیوار است. برخی از قسمت‌های غربی اسکاتلند و جزیره‌های آن از نفوذ و تشکیل دایک‌ها به‌وجود آمده‌اند.
دایک‌ها تحت تأثیر توپوگرافی اطراف خود واقع نمی‌شوند و بر روی نقشه زمین‌شناسی به‌صورت خطی راست یا منحنی دیده می‌شوند.

## انواع دایک
۱- دسته دایک: به دایک‌هایی که در یک منطقه به صورت موازی قرار دارند، دسته دایک گفته می‌شود.
۲- دایک‌های شعاعی: دایک‌های شعاعی در اطراف دهانه آتشفشانی دیده می‌شوند.
۳- دایک‌های مخروطی: به دایک‌های هم‌مرکز گفته می‌شود که همه به طرف یک مرکز شیب دارد. شیب متوسط این دایک‌ها در حدود ۴۵ درجه است و شیب دایک‌ها با فاصله آنها از مرکز نسبت معکوس دارد.
۴- دایک‌های حلقوی:
مقطع افقی این دایک‌ها بیضی شکل است و فصل مشترک آنها با سنگ‌های همبر قائم یا خیلی زیاد است. قطر متوسط این مجموعه دایک‌ها در حدود هفت کیلومتر است؛ ولی بعضی از آنها قطرشان از حدود ۳۰۰ متر بیشتر نیست، در صورتی که برخی دارای قطری بیش از ۲۰ کیلومتر هستند. ضخامت متوسط این دایک‌ها در حدود ۶۰۰ متر است و حداکثر به ۵۰۰۰ متر می‌رسد.